# Gartenbahn des Dampfbahnclubs Graz
| Gartenbahn des Dampfbahnclubs Graz               | Gartenbahn des Dampfbahnclubs Graz |
| ------------------------------------------------ | ---------------------------------- |
| Zug mit der Decauville-Lokomotive beim Stellwerk |                                    |
| Streckenverlauf                                  |                                    |
| Streckenlänge:                                   | 1,078 km                           |
| Spurweite:                                       | 127 mm und 184 mm                  |
|                                                  |                                    |

Die Gartenbahn des Dampfbahnclubs Graz (DBC) ist eine öffentlich zugängliche Gartenbahn im Park des LKH Graz II Standort Süd in Graz mit einer 1,5 km langen Schmalspurbahn. Sie hat Gleise in den Spurweiten 127 mm und 184 mm.

## Lage und Streckenverlauf

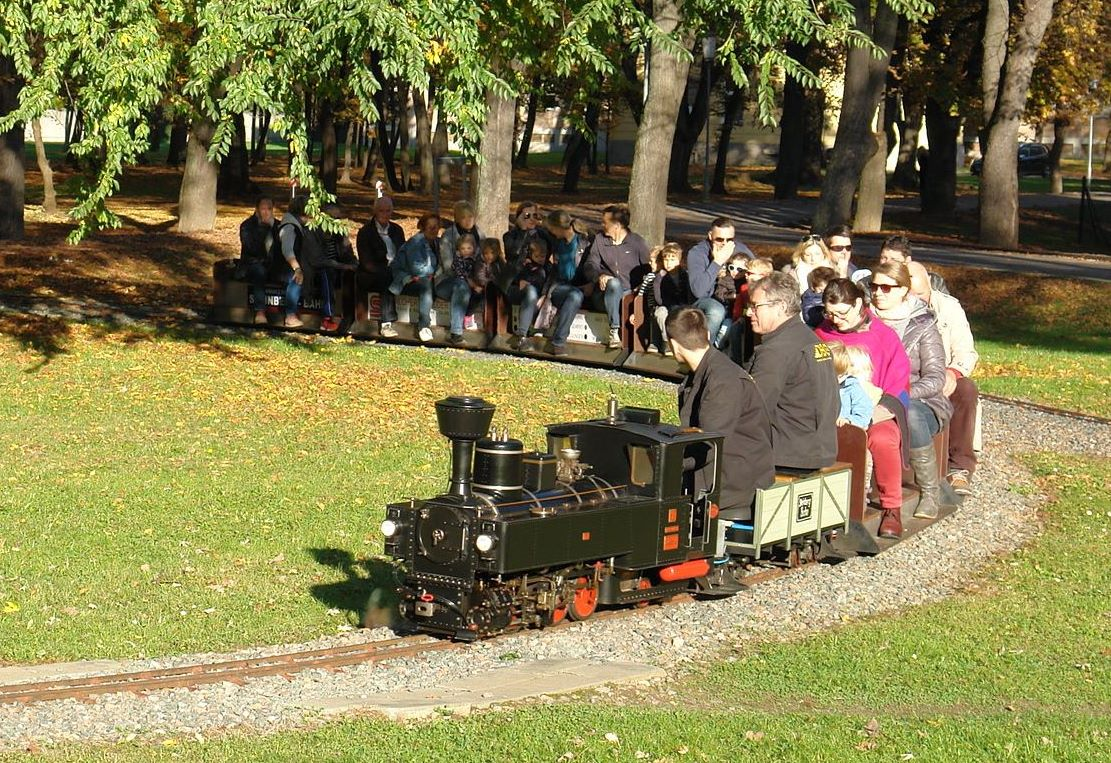
Zug mit Lok der Reihe U auf 7 1/4"-Spur

Die Gartenbahnanlage mit ca. 1 Kilometer Streckenlänge liegt im westlichsten Bereich des Parks der Landesnervenklinik Sigmund Freud (ehemals LNKH, neue Bezeichnung: LKH Graz Süd-West, Standort Süd) an der Wagner-Jauregg-Straße, unweit der Ecke Kärntnerstraße in Graz. Es wird über die gesamte Streckenlänge ein auf Stahlschwellen liegendes geschweißtes Dreischienengleis mit den international üblichen Spurweiten von 127 mm (5 Zoll) und 184 mm (7¼ Zoll) verwendet. Das Schotterbett (600 Tonnen Unterbaumaterial und 250 Tonnen Oberbauschotter) ist auch für schwere Gartenbahnlokomotiven geeignet. 
Die Strecke beginnt neben dem Stellwerk am Bahnhof Odörfer. In einem maßstäblich verkleinerten Bahnhofsgebäude ist das Vereinslokal des DBF Graz. Der Bahnhof hat drei mit Lichtsignalen abgesicherte Gleise, ein Umfahrungsgleis und eine Station, an der die Lokomotiven Wasser zur Dampferzeugung und Druckluft für die Druckluftbremsen aufnehmen können. Vom Gleis 1 des Bahnhofs zweigt ein Gleis zu einer hydraulischen Hebebühne mit 1000 kg Belastbarkeit ab, mit der Lokomotiven und Wagen zum Verladen auf Ladebordhöhe von Kleinlastwagen oder Auto-Anhängern angehoben werden können. Über eine Drehscheibe erreichen die Schienenfahrzeuge das Heizhaus, die Wagenhalle und den Wasserturm mit insgesamt 450 m langen Nebengleisen.
Hinter dem Wasserturm führt die 1078 m lange Strecke entweder im kleinen Kreis zum Bahnhof zurück oder über einen Bahnübergang in einer langen Schleife (12 bis 15 m Radius) durch den Park. Die Gartenbahn hat auch 18 Lichtsignale, 8 handgestellte und 18 elektro-pneumatisch angetriebene Weichen, ca. 450 m Nebengleise und ein turmartiges Stellwerkgebäude.

## Geschichte
Der Verein wurde am 3. September 1999 gegründet, nachdem sich die Gründungsmitglieder, die sich vor allem mit dem Bau und Betrieb von echtdampfbetriebenen Eisenbahnmodellen beschäftigten, zuvor schon in einer Interessengemeinschaft mit monatlichen Stammtischen getroffen hatten. Die Gartenbahnanlage wurde 2004 eröffnet und in einer zweiten Bauphase 2007 erweitert.

## Schienenfahrzeuge

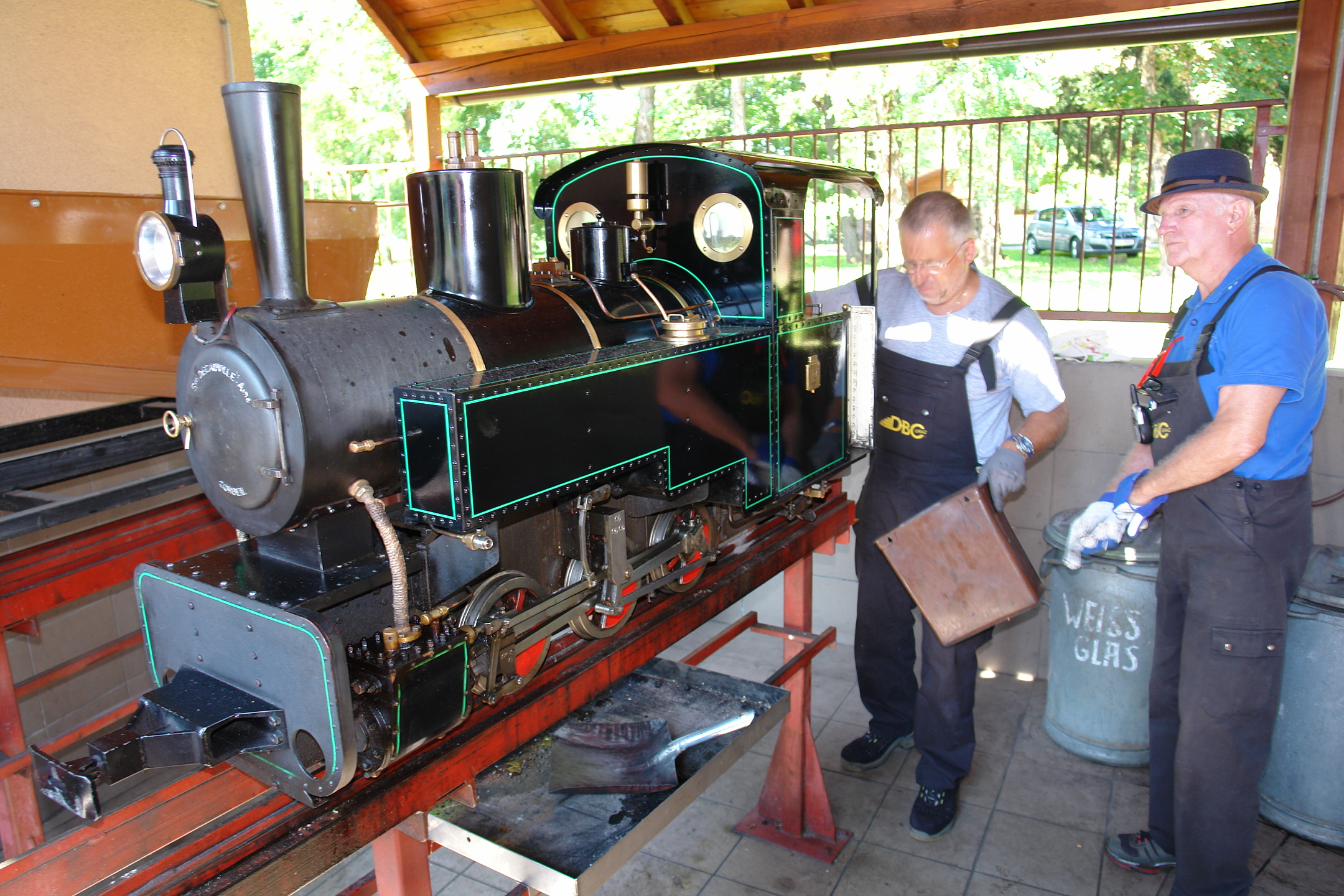
Decauville-Vereinslok beim Anheizen

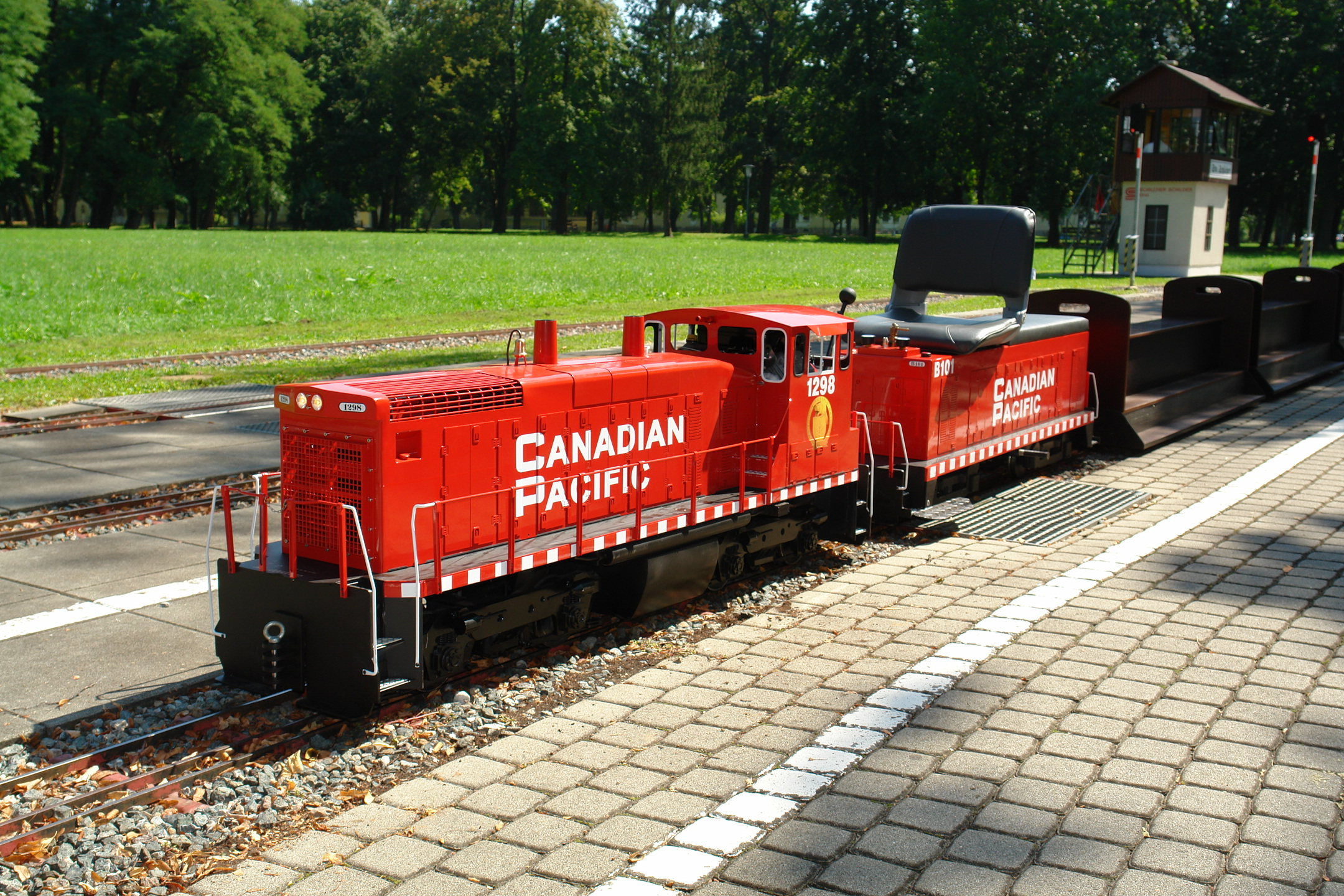
Vereins-Diesellokomotive nach amerikanischem Vorbild

Der Schwerpunkt liegt im Bau und Betrieb von originalgetreuen und funktionsfähigen Nachbildungen historischer Dampflokomotiven und anderen Schienenfahrzeugen in den Maßstäben 1:16 bis 1:4. Die passenden Wagen zum Personentransport sind zum Teil für Rollstuhlfahrer geeignet.
Als erste Vereinslok wurde in 4000 Arbeitsstunden innerhalb von 8½ Monaten eine dreiachsige Dampflok nach dem Vorbild einer Feldbahnlokomotive vom Typ Decauville 8 t mit 600 mm Spurweite gebaut und im September 2006 in Betrieb genommen. Diese Lok hat beidseitig je einen 15 Liter fassenden, genieteten und innen beschichteten Wasserkasten. Auch verfügt die Maschine über eine von der Schwinge angetriebene Schmierpumpe für die Zylinderschmierung sowie einen Hilfsbläser mit Anschluss für Druckluft zum Anheizen.
Als neue Canadian-Pacific-Reserve-Vereinslok wurde in den Vereinigten Staaten ein von einem Vanguard Zweizylinder-Viertakt-Motor der Firmen Daihatsu und Briggs & Stratton angetriebenes Doppel-Chassis nach amerikanischem Vorbild beschafft, dessen vier Drehgestelle über vier Hydraulikmotoren angetrieben werden.

## Fahrtage
In der warmen Jahreshälfte wird an einigen Wochenenden an Samstagen und Sonntagen bei Schönwetter öffentlicher Fahrbetrieb angeboten. Besondere Veranstaltungen sind unter anderem eine Fahrt in die Sommernacht zu später Uhrzeit an einem Tag um die Sommersonnenwende, der Nikolodampf Anfang Dezember und Treffen von Gartenbahnern mit internationaler Beteiligung. Zu den Fahrtagen werden Holztische und Bänke, mitunter auch Zelte aufgestellt, an einem Kiosk werden kleine Speisen und Erfrischungen angeboten.
Der eingezäunte Park steht via Gartentor regelmäßig für die Allgemeinheit offen. Im Bereich des Bahnhofs der Gartenbahn gibt es dauerhaft Sitzbänke, einen Kinderspielplatz mit Schaukeln und von etwa Mai bis Oktober einen Trinkwasserbrunnen. 